# Great Glen
Great Glen (v škotski gelščini An Gleann Mòr [an ˈklaun̪ˠ ˈmoːɾ]), znan tudi kot Glen Albyn (iz gelščine Gleann Albainn - 'Glen Škotske' [ˈklaun̪ˠ ˈaɫ̪apən]) ali Glen More (iz gelščine Gleann Mòr), je glen (dolina) na Škotskem, ki poteka 100 km od Invernessa na robu Moray Firtha, v približno ravni črti do Fort Williama na vrhu zaliva Loch Linnhe. Sledi geološki prelomnici, znani kot Great Glen Fault in razpolavlja Škotsko višavje v pogorje Grampian  na jugovzhodu in Severozahodno višavje na severozahodu.
Glen je naravna prometna pot v Škotskem višavju, ki jo uporabljata Kaledonski prekop in cesta A82, ki povezujeta mesto Inverness na severovzhodni obali s Fort Williamom na zahodni obali. Železnica Invergarry-Fort Augustus je bila zgrajena leta 1896 od južnega konca Glena do južnega konca jezera Loch Ness, vendar ni bila nikoli podaljšana do Invernessa. Železnica je bila zaprta leta 1947. Leta 2002 je bila odprta daljinska pešpot Great Glen Way. Pot na dolge razdalje za kolesarje, kanuiste in sprehajalce je sestavljena iz vrste pešpoti, gozdnih poti, kanalskih poti in občasnih odsekov cest, ki povezujejo Fort William z Invernessom.
Strateški pomen Glena pri nadzoru višavskih škotskih klanov, zlasti v času jakobitskih uporov v 18. stoletju, je prepoznaven po prisotnosti mest Fort William na jugu, Fort Augustus sredi Glena in Fort George, severovzhodno od Invernessa.
Velik del doline je zajet z vrsto jezer, ki jih povezujejo reke. Tudi Kaledonski prekop uporablja jezera kot del poti, vendar reke niso plovne. Od severovzhoda do jugozahoda so naravne vodne značilnosti vzdolž Great Glena:
- Reka Ness (Abhainn Nis)
- Loch Dochfour (Loch Dabhach Phuir)
- Loch Ness (Loch Nis)
- Reka Oich (Abhainn Omhaich)
- Loch Oich (Loch Omhaich)
- Loch Lochy (Loch Lochaidh)
- Reka Lochy (Abhainn Lochaidh)
- Loch Linnhe (An Linne Dhubh)

Razvodje leži med Loch Oich in Loch Lochy. Loch Linnhe južno od Fort Williama je morsko jezero, v katerega se izlivata reka Lochy in Kaledonski prekop. Na severnem koncu se reka Ness izliva v Beauly Firth na točki, kjer se sreča z Moray Firthom.

## Seizmična aktivnost
Čeprav so potresi v bližini preloma Great Glen navadno manjši, se pri načrtovanju infrastrukture upošteva potresna dejavnost. Tako na primer most Kessock vključuje seizmične blažilnike.